# Ingjald
Ingjald illråde (en nórdico antiguo: Ingjaldr hinn illráði, n. 660) fue un legendario caudillo vikingo del siglo VII, rey de Suecia de la casa de Yngling, hijo del rey Anund.
El rey Ingjald está citado en varias sagas nórdicas y obras medievales como saga Ynglinga, Historia Norvegiæ, saga Hervarar, Af Upplendinga konungum, Þorsteins saga Víkingssonar e Íslendingabók.

## Saga Ynglinga
El escaldo islandés Snorri Sturluson menciona ampliamente la vida de Ingjald en la saga Ynglinga, una parte de Heimskringla.

### Juventud
La saga Ynglinga relata que el jarl Ingvar de Fjädrundaland tuvo dos hijos, Alf y Agnar, quienes tenían la misma edad que Ingjald. Svipdag el Ciego era jarl de Tiundaland, en la provincia de Gamla Uppsala, donde se celebraban los Things y los sacrificios de la fiesta de Yule (a mediados de invierno). Un invierno, cuando Ingjald y Alf tenían seis años, hubo mucha gente reunida para las celebraciones en Gamla Uppsala. Alf e Ingjald jugaban, pero Ingjald se dio cuenta de que era el muchacho más débil, se enojó y casi se puso a llorar (lo que era raro, ya que los muchachos con el nombre de Ingjald solían ser más fuertes que la media). Su hermanastro Gautvid le llevó con Svipdag y le explicó lo que había visto, la falta de hombría y fuerza. Svipdag consideró que aquello era una vergüenza, y al día siguiente le dio a comer el corazón asado de un lobo. Desde aquel día, Ingjald se convirtió en un personaje feroz y con mal carácter.
Anund concertó el matrimonio de Ingjald con Gauthildr Algautsdóttir (n. 664), hija del rey gauta Algaut, hijo de Gautrek el Amable y nieto de Gauti. Algaut consintió, ya que pensaba que Ingjald había heredado el carácter de su padre. El abuelo materno de Gauthildr era Olof de Nerike, rey de Närke. De esa relación nacieron dos hijos:
- Olof Trätälja.
- Asa Ingjaldsdotter, que casó con Gudrod de Roeskilde (n. 680).

### El engaño
Snorri Sturluson menciona que a la muerte de su padre Anund, Ingjald se convirtió en rey de Suecia. Los reyes de Gamla Uppsala eran los primeros entre todas las provincias desde que Odín gobernó el país, y eran caudillos de otros reinos desde que murió el rey Agne y Suecia se dividió entre Alrek y Eirík. La descendencia de estos dos reyes se había extendido, se habitó la tierra, se establecieron nuevos territorios y hubo varios caudillos gobernando. Honrando su ascensión al trono, Ingjald invitó a todos los caudillos, jarls y otros altos personajes a una gran festividad en una nueva residencia, tan grande y suntuosa como la de Gamla Uppsala. Se le bautizó como la casa de los siete reyes y había siete tronos. Algaut, el rey gauta de Västergötland, Ingvar de Fjädrundaland con sus dos hijos Agnar y Alf, el rey Sporsnjall de Nerike y el rey Sigvat de Attundaland atendieron la invitación pero se excusó Granmar de Södermanland. Cada personaje prominente de Suecia tenía su asiento, excepto la corte personal de Ingjald que había enviado a su propia residencia en Upsala.
Según la costumbre del tiempo para aquellos reyes y jarls que heredaba, Ingjald descansaba en el estrado hasta la presentación del vaso para iniciar el banquete. Entonces se suponía que debía levantarse, tomar el vaso y recitar votos solemnes, tras lo cual tomaría posesión del asiento de su padre. No obstante, en lugar de eso, cuando trajeron el vaso tomó un cuerno de toro e hizo voto solemne de que engrandecería su reino el doble por sus cuatro costados apuntando su cuerno hacia ellos, o morir si no lo cumplía. 
Cuando los huéspedes estaban bebidos, ordenó a los hijos de Svipdag, Gautvid y Hylvid, que se armasen y abandonasen el edificio; una vez fuera le prendieron fuego hasta reducirlo a cenizas, y aquellos que intentaban escapar eran asesinados. El incendio intencionado es conocido como una forma de ofensiva legal conocido como hús-brenna en la Escandinavia medieval.
Así es como el rey Ingjald pudo llegar a ser el único monarca para todos los territorios de los reyes muertos.

### Guerra
Granmar se alió con su yerno, el rey Hjörvard de la dinastía Ylfing, y su suegro Högne, el rey gauta de Östergötland, resistiendo con éxito la invasión de Ingjald contra los caudillos de las provincias que había conquistado y no le eran leales. Después de un largo periodo de estancamiento hubo paz, mientras los tres reyes viviesen. Sin embargo, una noche Ingjald y sus hombres rodearon una granja donde Granmar y Hjörvard estaban de festejos y quemaron la casa hasta los cimientos. Dispuso la muerte de cinco reyes más, ganándose la reputación y el apodo de Illråde (mal gobernante), ya que cumplió su ambiciosa promesa.

### Decadencia
Ingjald tuvo dos hijos, Olof Trätälja y Åsa de Skåne. Su hija heredó el carácter psicótico de su padre y casó con Guðröðr de Escania. Antes de asesinar a su marido, le manipuló para que matase a su propio hermano Halfdan el Valiente, padre de Ivar Vidfamne. Para vengar a su padre, Ivar Vidfamme reunió un vasto ejército y partió hacia Suecia, donde se enfrentaron a Ingjald en Ræning. Cuando Ingjald y su hija se apercibieron de que cualquier resistencia era inútil, prendieron fuego a su residencia y sucumbieron en las llamas.

## YnglingataleHistoria Norwegiae
Es interesante constatar que no hay una descripción  de Ingjald como un rey malvado en Ynglingatal. Al contrario, define su existencia como la vida de un valiente frœknu fjörvi:
| Ok Ingjald í fjörvan trað reyks rösuðr á Ræningi, þá er húsþjófr hyrjar leistum goðkonung í gegnum steig. Ok sá urðr allri þjóðu sjaldgætastr með Svíum þótti, er hann sjálfr sínu fjörvi frœknu fyrstr um fara vildi. | Con ardientes llamas devoran desde abajo Ha perseguido un juego real En Raening, donde el rey Ingjald dio Una brillante tumba a todos sus hombres. Al propio hogar él prendió fuego, Un hecho que incluso sus enemigos elogiaron; Por su propia mano así pereció, Y renunció a la vida por libertad." |  |

Historia Norwegiæ ofrece un resumen en latín de Ynglingatal, anterior a la cita de Snorri (continuación tras Anund):
| Post istum filius suus Ingialdr in regem sublimatur, qui ultra modum timens Ivarum cognomine withfadm regem tunc temporis multis formidabilem se ipsum cum omni comitatu suo cenaculo inclusos igne cremavit. Ejus filius Olavus cognomento tretelgia [...] | Tras él, su hijo Ingjald ascendió al trono. Al ser anormalmente atemorizado por el rey Ivar Vidfadme, en aquel tiempo motivo de terror para muchos, se encerró en su residencia con su séquito y quemó a todos ellos en el interior hasta la muerte. Su hijo Olav, conocido como Tretelgje,[...] |  |